# Tadeusz Mazurowski
Tadeusz Mazurowski (ps. „Mazur”) (ur. 8 września 1923 w Warszawie, zm. 12 lipca 1948 w Pniewie Wielkim) – polski robotnik, uczestnik II wojny światowej w szeregach Gwardii Ludowej i Armii Ludowej, funkcjonariusz aparatu bezpieczeństwa PRL.

## Życiorys
Urodził się w rodzinie robotniczej, nie zdobył wykształcenia. W maju 1942 w Pustelniku wstąpił do Polskiej Partii Robotniczej i przyłączył się do Gwardii Ludowej-Armii Ludowej, uczestniczył w licznych akcjach bojowych i dywersyjnych. Po II wojnie światowej w stopniu podporucznika został funkcjonariuszem Urzędu Bezpieczeństwa i został skierowany do zwalczania podziemia antykomunistycznego, początkowo wszedł w skład grupy kierowanej przez porucznika Tadeusza Konopkę, której zadaniem było stworzenie Powiatowego Urzędu Bezpieczeństwa Publicznego w Płocku. Tadeusz Mazurowski stanął na czele Grupy Miejskiej, której zadaniem było wyszukiwanie i aresztowanie działaczy organizacji uznawanych przez ówczesne władze za wywrotowe. W lipcu 1945 został skierowany do Sochaczewa, gdzie objął stanowisko zastępcy szefa urzędu, w 1946 awansował do stopnia porucznika. W maju 1947 został szefem Powiatowego Urzędu Bezpieczeństwa Publicznego w Działdowie, od lutego 1948 był słuchaczem Centrum Wyszkolenia Ministerstwa Bezpieczeństwa Publicznego. 30 kwietnia 1948 został pełniącym obowiązki szefa Powiatowego Urzędu Bezpieczeństwa Publicznego w Ciechanowie. Zginął w trakcie akcji we wsi Pniewo Wielkie podczas ataku na grupę Narodowego Zjednoczenia Wojskowego dowodzoną przez sierżanta Mieczysława Dziemieszkiewicza „Roja”.
Odznaczony Srebrnym Krzyżem Zasługi.